# نجا روزا
نجا روزا (بالدنماركية: Naja Rosa)‏ هي كاتبة غنائية ومغنية دنماركية، ولدت في 5 أغسطس 1980.

## وصلات خارجية
- نجا روزا على موقع ميوزك برينز (الإنجليزية)
- نجا روزا على موقع أول ميوزيك (الإنجليزية)
- نجا روزا على موقع ديسكوغز (الإنجليزية)